# Nos intentions sont pacifiques
Nos intentions sont pacifiques est un roman policier de l'écrivain français Francis Ryck, publié chez Gallimard, dans la collection « Super noire » no 87 en 1977. Le roman, après la sortie du film de Gérard Pirès, est réédité sous le titre L'Entourloupe, dans la collection « Carré noir » no 353 en 1980.

## Résumé
Olivier et Roland sont deux minables malfrats parisiens. Après le cambriolage raté d'un appartement bourgeois, où ils tombent en pleine bamboche et n'arrivent pas à se faire prendre au sérieux, ils fuient en province, où, pour se faire oublier, ils acceptent un petit boulot de représentant : ils font partie d'une petite équipe de vendeurs d'encyclopédies médicales dirigée par un certain Castelard, qui écume la campagne.
Pendant ce temps, à Paris, Valérie, l'amie d'Olivier, continue à faire de petits vols à l'étalage, qui l'amènent à séduire le responsable de la sécurité d'une grande surface. Roland va vite s'éprendre de Jeanine, serveuse au petit hôtel restaurant, tandis qu'Olivier se découvre des dons de guérisseur. Valérie, l'amie d'Olivier, les rejoint.
Un nouveau projet de mauvais coup  —  voler des vaches dans un pré pour les revendre — échoue (les vaches sont relâchées dans les bois). Dans la région où les vendeurs opèrent, un enfant disparaît (il s'agit en réalité d'une simple fugue). L'équipe, emmenée par Castelard, fait le procès d'un des siens, Mongolo, que son homosexualité désigne à la vindicte.

## Genre
Bien que ce roman ait été publié dans la Super noire, il ne s'agit pas d'un policier : les méfaits projetés ratent tous, il n'y a pas de mort (sauf celle de Castelard, mais qui est seulement rêvée par Mongolo). Un des intérêts du roman réside dans les relations diverses qui se nouent entre les membres de l'équipe de vendeurs, l'auteur faisant preuve d'un sens sociologique aiguisé (l'ancien aristocrate déclassé, le fayot, le profiteur...), dans l'humour décalé des dialogues.

## Adaptation
- 1980 : L'Entourloupe, film français réalisé par Gérard Pirès, adaptation du roman Nos intentions sont pacifiques, scénario de Jean Herman, patronyme de Jean Vautrin, dialogues de Michel Audiard, avec Jean-Pierre Marielle, Jacques Dutronc et Gérard Lanvin